# География Иркутской области
Иркутская область расположена практически в центре Азии и занимает часть Восточной Сибири. Крайняя южная точка области располагается на 51°18 северной широты, северная оконечность в Катангском районе области почти достигает 65-й параллели, что севернее Магадана и Якутска. С севера на юг область протянулась на 1450 км, с запада на восток — на 1318 км. Юго-восточная граница области проходит по озеру Байкал.
Площадь территории области составляет 775,1 тыс.км² или 4,5% территории России. По площади область уступает в России только Якутии, Красноярскому, Хабаровскому краям и Тюменской области (с включением автономных округов).

## Рельеф, геология и полезные ископаемые
Территория области охватывает юг Среднесибирского плоскогорья и значительную часть бассейнов Ангары, Лены и Нижней Тунгуски. На юго-западе в её пределы входят горные массивы Восточного Саяна, на востоке — Приморский и Байкальский хребты, Становое и Патомское нагорья. Это главные формы мегарельефа области. В состав Иркутской области входит часть озера Байкал (в пределах Ольхонского, Иркутского и Слюдянского районов).
Самая низкая точка находится на дне озера Байкал, вблизи острова Ольхон, и соответствует отметке 1187 м ниже уровня моря. На суше же самая низкая точка находится в Тайшетском районе (деревня Кондратьево) и составляет 158 м. Самая высокая — на пике Мартена (Кодарский хребет), на отметке 2988 м выше уровня моря. Таким образом, общий перепад высот в пределах области достигает 4175 м, в пределах суши, принадлежащей Иркутской области — 2830 м.
По территории области проходит Байкальская рифтовая зона, что обуславливает высокую сейсмичность региона. В Иркутской области происходило несколько крупных землетрясений — в 1862 (1861 по старому стилю), 1959 и 2008 годах. В среднем каждые 15 лет в Иркутской области регистрируется землетрясение силой до 6 баллов.
Леса
Лесной фонд 69,42млн га 694,2тыс км², покрытые лесом 62,688млн га 626,88тыс км² . Лесистость составляет 82% 
На территории Иркутской области добываются бурый и каменный уголь, нефть, природный газ, железная руда, золото, каменная соль, цементное и облицовочное сырьё, огнеупорные глины, каолин, гипс, магнезит, в прошлом слюды: флогопит и мусковит. Горнодобывающая промышленность в структуре промышленной продукции Иркутской области занимает 11%. В структуре стоимости продукции горнодобывающей промышленности почти 95% занимают три крупнейших ресурса (золото — 47%, уголь — 28%; железная руда — 18%).
Прогнозные извлекаемые запасы нефти составляют 2,6 млрд т, газа — 7,5 трлн кубометров.
Угольные ресурсы Иркутской области сосредоточены в Иркутском, Пойменно-Черемшанском и Прибайкальском угольных районах. Основной объём добычи производится на Черемховском, Азейском, Мугунском месторождениях Иркутского бассейна.
На территории области расположены Ангаро-Илимское газовое месторождение, Ангаро-Ленское газовое месторождение, Ковыктинское газовое месторождение, Верхнечонское нефтяное месторождение, Савостьяновское нефтяное месторождение Ангаро-Ленской нефтегазоносной провинции.

## Климат
Климат области — континентальный и резко континентальный. Максимальные годовые перепады температур воздуха могут превышать 80 °C, а суточные — 30 °C. Среднегодовые температуры по области отрицательны везде, кроме южного и юго-восточного побережья Байкала. Средние температуры января колеблются от −18°С на юге до −35°С на севере области, а средние температуры июля — колеблются в пределах от +15°С до +20°С. На равнинной территории области в среднем за год выпадает 300—400 мм осадков, в горах — свыше 600 мм. Наибольшее количество осадков отмечается в горных районах Восточного Саяна, Хамар-Дабана и Северо-Байкальского нагорья; наименьшее — на Ольхоне.

### Крайний Север
- В Иркутской области Катангский район относится к районам Крайнего Севера.
- Города: Братск, Бодайбо, Усть-Илимск, Усть-Кут; районы: Бодайбинский, Братский, Казачинско-Ленский, Киренский, Мамско-Чуйский, Нижнеилимский, Усть-Илимский и Усть-Кутский приравнены к районам Крайнего Севера несмотря на то , что находятся в средней полосе . По факту такой территорией является также Тофалария Нижнеудинского района, однако соответствующего статуса не имеет.

## Гидрография

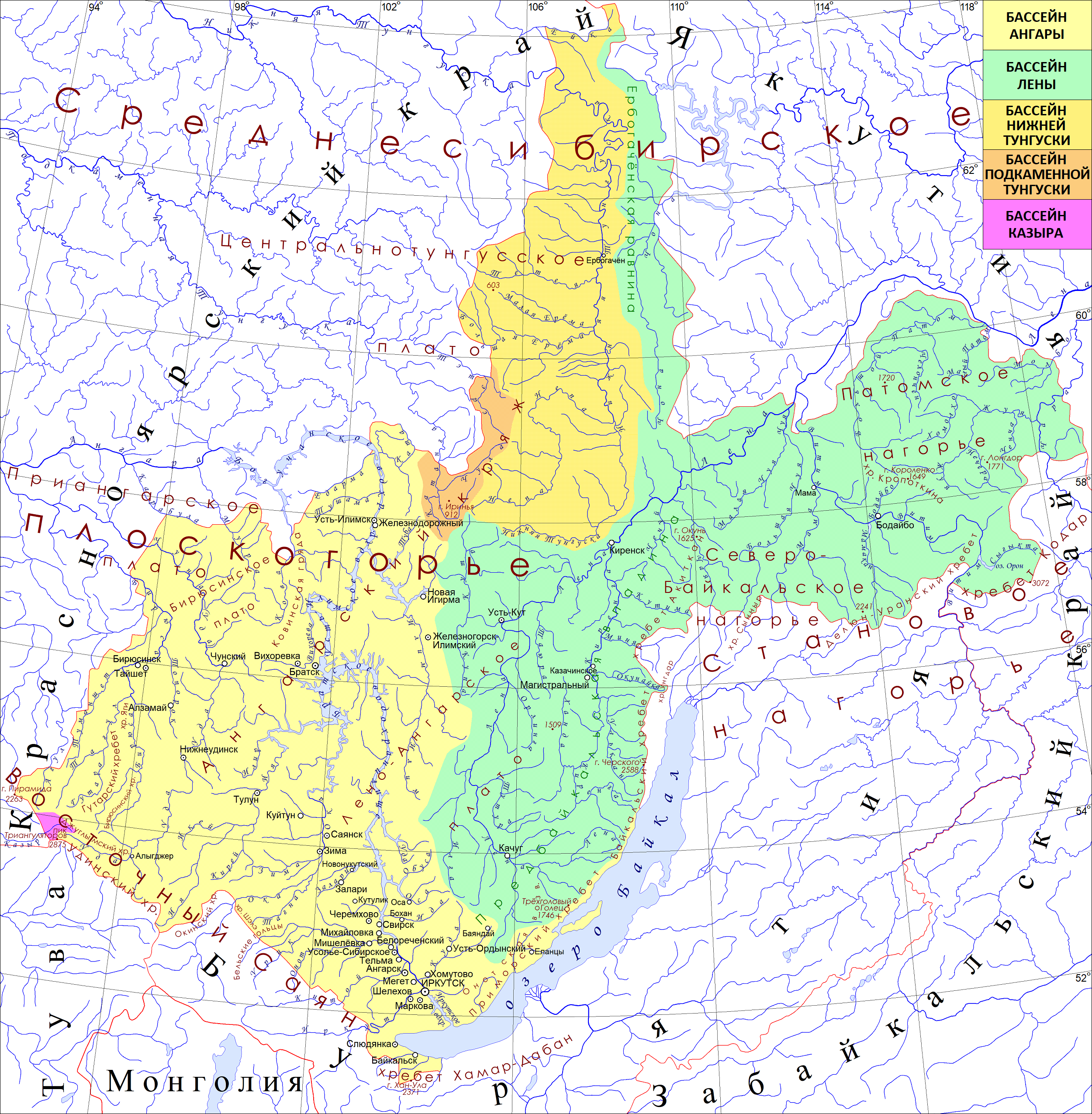
Гидрография Иркутской области

Речную сеть составляют бассейны рек Лена с притоками Киренга, Витим; Ангары с притоками Белая, Ока, Ия, Китой, Иркут, Илим, Бирюса, Куда; Нижняя Тунгуска и частично Подкаменная Тунгуска.
На территории Иркутской области находится 229 озёр, суммарная площадь зеркала которых составляет 7732,5 км², а также значительная часть озера Байкал.
В области примерно ~70тыс водотоков.

## Почвы
Область в основном расположена в зоне тайги, с небольшими участками смешанных лесов, а на территории Осинского района — степей. Поэтому среди типов почв здесь резко выделяются подзолистые почвы и подбуры, а также горно-таёжные, мерзлотно-таёжные и горно-тундровые почвы.